# Việt Nam năm 2008
Dưới đây là sự kiện trong năm tại Việt Nam 2008.

## Đương nhiệm
| Ảnh | Vị trí            | Tên               |
| --- | ----------------- | ----------------- |
|     | Tổng bí thư       | Nông Đức Mạnh     |
|     | Chủ tịch nước     | Nguyễn Minh Triết |
|     | Thủ tướng         | Nguyễn Tấn Dũng   |
|     | Chủ tịch Quốc hội | Nguyễn Phú Trọng  |

## Sự kiện

### Diễn ra trong năm
- Lũ lụt miền Bắc Việt Nam năm 2008
- Phóng vệ tinh Vinasat-1
- Vụ PMU 18 và Vụ khủng hoảng báo chí hậu PMU18
- Vụ mâu thuẫn ở tu viện Bát Nhã
- Hoa hậu Hoàn vũ Việt Nam
- Hoa hậu Du lịch Việt Nam 2008
- Hoa hậu Hoàn vũ 2008 ở Nha Trang
- Vụ án Hồ Duy Hải

### Thể thao
- Việt Nam tại Thế vận hội Người khuyết tật Mùa hè 2008
- Việt Nam tại Đại hội thể thao bãi biển châu Á 2008
- Việt Nam tại Đại hội Thể thao Bãi biển châu Á 2008
- Việt Nam tại Thế vận hội Mùa hè 2008
- VTV Cup 2008

Bóng đá
- Đội tuyển bóng đá quốc gia Việt Nam năm 2008
- Giải bóng đá Hạng Nhì Quốc gia 2008
- Giải bóng đá Cúp Quốc gia 2008
- Giải bóng đá Hạng Nhất Quốc gia 2008
- Giải bóng đá Hạng Ba Quốc gia 2008
- Giải bóng đá nữ U18 quốc gia 2008
- Giải bóng đá nữ vô địch quốc gia 2008
- Giải bóng đá trong nhà vô địch quốc gia 2008
- Giải bóng đá U17 Quốc gia Việt Nam 2008
- Giải bóng đá U19 quốc gia 2008
- Giải bóng đá U21 quốc gia 2008
- Giải bóng đá U21 Quốc tế báo Thanh niên 2008
- Giải bóng đá vô địch quốc gia 2008
- T&T Cup 2008

## Sinh
- 20 tháng 12: Đinh Văn K'Rể, người tí hon (m. 2020)

## Mất
Xem: Mất năm 2008